# HD 116197
HD 116197，又名CD-47 8260，SAO 224095、HR 5038，是一颗恒星，视星等为6.16，位于銀經308.36，銀緯14.6，其B1900.0坐标为赤經13h 16m 54.8s，赤緯-47° 14.6′ 11″。